# Achada do Til
Achada do Til é um sítio povoado da freguesia de São Vicente, concelho de São Vicente, Ilha da Madeira.